# دنيس إبراهيم
دنيس إبراهيم (بالألمانية: Dennis Ibrahim)‏ (24 ديسمبر 1974 بهامبورغ في ألمانيا - ) هو لاعب كرة قدم ألماني في مركز الوسط. لعب مع أدميرا فاكر مودلينغ وألمانيا آخن وإستريلا دا أمادورا وفورتونا دوسلدورف وفورتونا كولن وNew Zealand Knights FC ‏.

## وصلات خارجية
- دنيس إبراهيم على موقع قاعدة بيانات كرة القدم.إي يو (الإنجليزية)
- دنيس إبراهيم على موقع بيانات كرة القدم. دي إي (الألمانية)
- دنيس إبراهيم على موقع عالم كرة القدم.نت (الإنجليزية)